# Popowo-Ignacewo
Popowo-Ignacewo – wieś w Polsce, położona w województwie wielkopolskim, w powiecie gnieźnieńskim, w gminie Mieleszyn.
W latach 1975–1998 wieś administracyjnie należała do województwa poznańskiego. 

## Integralne części wsi
| SIMC    | Nazwa                     | Rodzaj |
| ------- | ------------------------- | ------ |
| 0588714 | Popowo Podleśne część wsi |        |

## Zabytki i osobliwości
We wsi mieści się zespół dworski z końca XIX wieku oraz kościół pw. Najświętszego Serca Pana Jezusa z 1933–1936. 
Na miejscowym cmentarzu pochowani są m.in.:
- Kazimierz Banach (ur. 1907), żołnierz 2. Korpusu Polskiego generała Władysława Andersa[6],
- Antoni Budnik, powstaniec wielkopolski[7],
- Józef Klimacki (ur. 4.3.1890, zm. 23.8.1964), powstaniec wielkopolski, uczestnik wojny polsko-bolszewickiej, więzień niemieckiego obozu koncentracyjnego w Dachau, odznaczony orderem Virtuti Militari[7],
- ksiądz Kazimierz Nowicki (ur. 1907, rozstrzelany przez okupantów niemieckich 9 września 1939 w Mielnie)[6],
- Franciszek Saskowski (ur. 25.10.1890, zm. 22.7.1940), wójt Mieleszyna i członek rady powiatu, fundator kościoła w Popowie-Ignacewie[6],
- ksiądz Jerzy Witkowski (ur. 25.5.1939, zm. 30.6.2011), proboszcz popowski, pracownik Archiwum Archidiecezjalnego w Gnieźnie[7],
- zamordowani przez Niemców 9 września 1939 w Mielnie: Józef Tackowiak, Walenty Budnik, Modest Guntzel[7].